# روث مادوف
روث مادوف (بالإنجليزية: Ruth Madoff)‏ هي مسيرة أعمال أمريكية، ولدت في 18 مايو 1941 في كوينز في الولايات المتحدة.